# 本多忠直 (大和国郡山藩主)
本多 忠直（ほんだ ただなお）は、江戸時代中期の大名。大和国郡山藩の第3代藩主。官位は従五位下・越中守、信濃守。

## 略歴
第2代藩主・本多忠常の兄に当たる大名（忠直の出生当時は浅川藩主）本多忠晴の長男として誕生した。幼名は大藤。
元禄15年（1702年）12月18日、従五位下、越中守に叙任される。宝永4年（1707年）10月10日、叔父の忠常の養嗣子となり、同年12月12日に信濃守に任官される。宝永6年（1709年）の忠常の死去により跡を継いだ。
享保2年（1717年）5月8日、45歳（または48歳）で死去し、跡を次男の忠村が継いだ。法号は遷妙院殿顕忠日直大居士。墓所は山梨県南巨摩郡身延町の身延山久遠寺。

## 系譜
- 父：本多忠晴（1641年 - 1715年）
- 母：不詳
- 養父：本多忠常（1661年 - 1709年）
- 正室：石井氏
  - 長男：本多忠通（1705年 - 1721年）
  - 次男：本多忠村（1710年 - 1722年）
  - 四男：本多忠烈（1716年 - 1723年）
- 室：稲垣氏
  - 三男：本多忠如（1711年 - 1773年）
- 生母不明の子女
  - 女子：土井利庸正室
  - 女子：米倉忠仰正室
  - 女子：戸田忠久正室